# Reroute to Remain
Reroute to Remain (podnaslov: Fourteen Songs of Conscious Insanity) šesti je studijski album švedske metal-grupe In Flames. Diskografska kuća Nuclear Blast objavila ga je 2. rujna 2002. Reroute to Remain bio je prvi veliki korak In Flamesa ka glazbi glavne struje. Ovaj je album s novim mainstream zvukom privukao nove obožavatelje i osigurao skupini mjesto na Ozzfestu. Mnogi stariji obožavatelji odbacili su ovaj album, tvrdivši da se sastav "prodao" zbog američkih utjecaja poput alternativnog metala, nu metala i metalcorea. Tekstovi pjesama govore o unutrašnjim bitkama i očaju. Album je došao do 13. mjesta na Top Independent Albums listi. 
Dva singla bila su puštena u prodaju, "Trigger" i "Cloud Connected". U videu za "Trigger" pojavljuje se Soilwork, švedski metal sastav i prijatelj In Flamesa. U Soilworkovom spotu za pjesmu "Rejection Role" pojavljuju se članovi In Flamesa.

## Popis pjesama
Tekstovi: Anders Fridén, osim gdje je navedeno drukčije, glazba: Jesper Strömblad i Björn Gelotte.
| 1.    | »Reroute to Remain«  | Fridén, Lindsjö | 3:52 |
| 2.    | »System«             |                 | 3:38 |
| 3.    | »Drifter«            |                 | 3:10 |
| 4.    | »Trigger«            |                 | 4:58 |
| 5.    | »Cloud Connected«    |                 | 3:40 |
| 6.    | »Transparent«        |                 | 4:03 |
| 7.    | »Dawn of a New Day«  |                 | 3:40 |
| 8.    | »Egonomic«           |                 | 2:36 |
| 9.    | »Minus«              |                 | 3:45 |
| 10.   | »Dismiss the Cynics« | Fridén, Lindsjö | 3:38 |
| 11.   | »Free Fall«          |                 | 3:57 |
| 12.   | »Dark Signs«         |                 | 3:19 |
| 13.   | »Metaphor«           |                 | 3:39 |
| 14.   | »Black & White«      |                 | 3:33 |
| 51:28 |                      |                 |      |

| Bonus pjesma na japanskom i korejskom izdanju | Bonus pjesma na japanskom i korejskom izdanju | Bonus pjesma na japanskom i korejskom izdanju | Bonus pjesma na japanskom i korejskom izdanju | Bonus pjesma na japanskom i korejskom izdanju | Bonus pjesma na japanskom i korejskom izdanju | Bonus pjesma na japanskom i korejskom izdanju | Bonus pjesma na japanskom i korejskom izdanju | Bonus pjesma na japanskom i korejskom izdanju | Bonus pjesma na japanskom i korejskom izdanju |
| Br.                                           | Skladba                                       | Trajanje                                      |                                               |                                               |                                               |                                               |                                               |                                               |                                               |
| --------------------------------------------- | --------------------------------------------- | --------------------------------------------- | --------------------------------------------- | --------------------------------------------- | --------------------------------------------- | --------------------------------------------- | --------------------------------------------- | --------------------------------------------- | --------------------------------------------- |
| 15.                                           | »Colony« (uživo)                              | 5:11                                          |                                               |                                               |                                               |                                               |                                               |                                               |                                               |
| 56:39                                         |                                               |                                               |                                               |                                               |                                               |                                               |                                               |                                               |                                               |

## Zasluge
| In Flames - Anders Fridén – vokal - Jesper Strömblad – gitara - Peter Iwers – bas-gitara - Björn Gelotte – gitara - Daniel Svensson – bubnjevi | Dodatni glazbenici - Maria Gauffin – vokali (na pjesmi "Metaphor") - Fiol-Olof – violina (na pjesmi "Metaphor") Ostalo osoblje - Örjan Örnkloo – klavijature, programiranje, miks - Daniel Bergstrand – produkcija, miks - Niklas Sundin – ilustracije, dizajn, slike |

## Vanjske poveznice
- Detalji o albumu  Arhivirana inačica izvorne stranice od 24. studenoga 2006. (Wayback Machine)
- Riječi pjesama  Arhivirana inačica izvorne stranice od 11. prosinca 2006. (Wayback Machine)
- Informacije  Arhivirana inačica izvorne stranice od 12. prosinca 2006. (Wayback Machine)